# Novokijevszkij Uval
Novokijevszkij Uval (oroszul: Новокиевский Увал) falu Oroszország ázsiai részén, az Amuri területen, a Mazanovói járás székhelye. Népessége: 4315 fő (a 2010. évi népszámláláskor).

## Elhelyezkedése
Blagovescsenszk területi székhelytől 245 km-re északkeletre helyezkedik el. A Zeja (az Amur mellékfolyója) mentén emelkedő dombra épült, a Szelemdzsa torkolata közelében, Mazanovo folyami kikötőtől 8 km-re. A legközelebbi vasútállomás a 80 km-re délnyugatra fekvő Arga.
1922-ben alapították. Az 1928-as nagy árvíz után Mazanovóból ide, északkeletebbre helyezték át a járási székhelyet.